# Støt står den danske sømand
Pour plus de détails, voir Fiche technique et Distribution.
Støt står den danske sømand (littéralement « le marin danois sous le choc ») est un film danois réalisé par Bodil Ipsen et Lau Lauritzen Jr., sorti en 1948.

## Synopsis
Le 9 avril 1940, un navire marchand danois reçoit l'information de l'invasion du Danemark par l'Allemagne. L'équipage décide alors de rejoindre l'Angleterre.

## Fiche technique
- Titre : Støt står den danske sømand
- Réalisation : Bodil Ipsen et Lau Lauritzen Jr.
- Scénario : Grete Frische d'après le journal intime de Kaj Frische
- Musique : Sven Gyldmark
- Photographie : Rudolf Frederiksen
- Montage : Marie Ejlersen
- Société de production : ASA Film
- Pays de production :  Danemark
- Genre : Drame et guerre
- Durée : 105 minutes
- Date de sortie : 
  - Danemark : 30 mars 1948

## Distribution
- Poul Reichhardt : Richardt Hansen
- Lisbeth Movin : Mille Andersen
- Lau Lauritzen Jr. : Kaj (Frische)
- Johannes Meyer : Jonas Olsen
- Pauline Murray : Marion
- Jørn Ording : Kaare
- Per Buckhøj : le capitaine du Marie Grubbe

## Distinctions
Le film a reçu 2 Bodils, celui du meilleur film et celui du meilleur acteur pour Johannes Meyer.